# Biencourt (Somme)
Biencourt és un municipi francès, situat al departament del Somme i a la regió dels Alts de França. L'any 1999 tenia 116 habitants.

## Situació

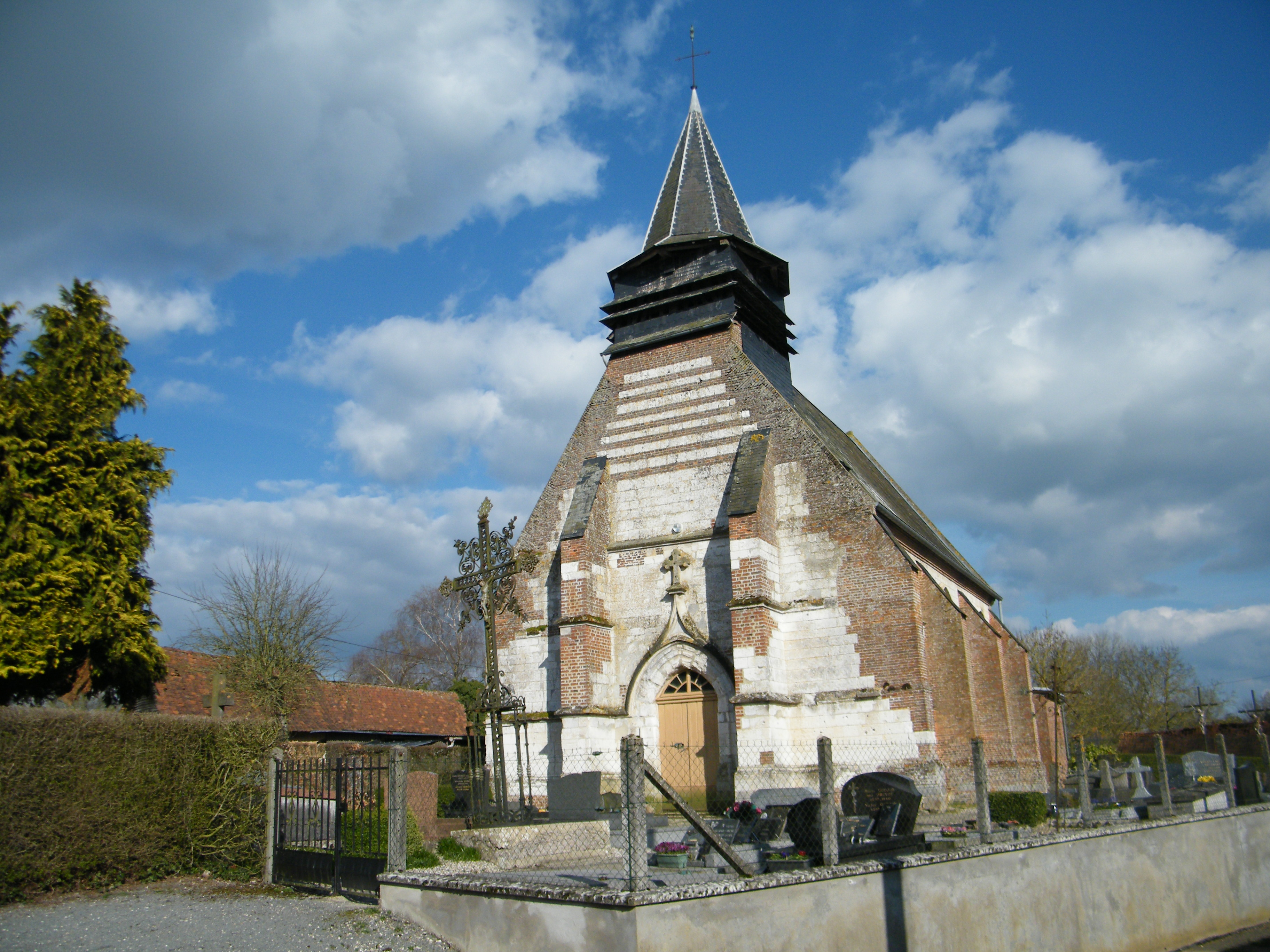
Església

Biencourt es troba a l'oest del Somme, a pocs quilòmetres del Sena Marítim.

## Administració

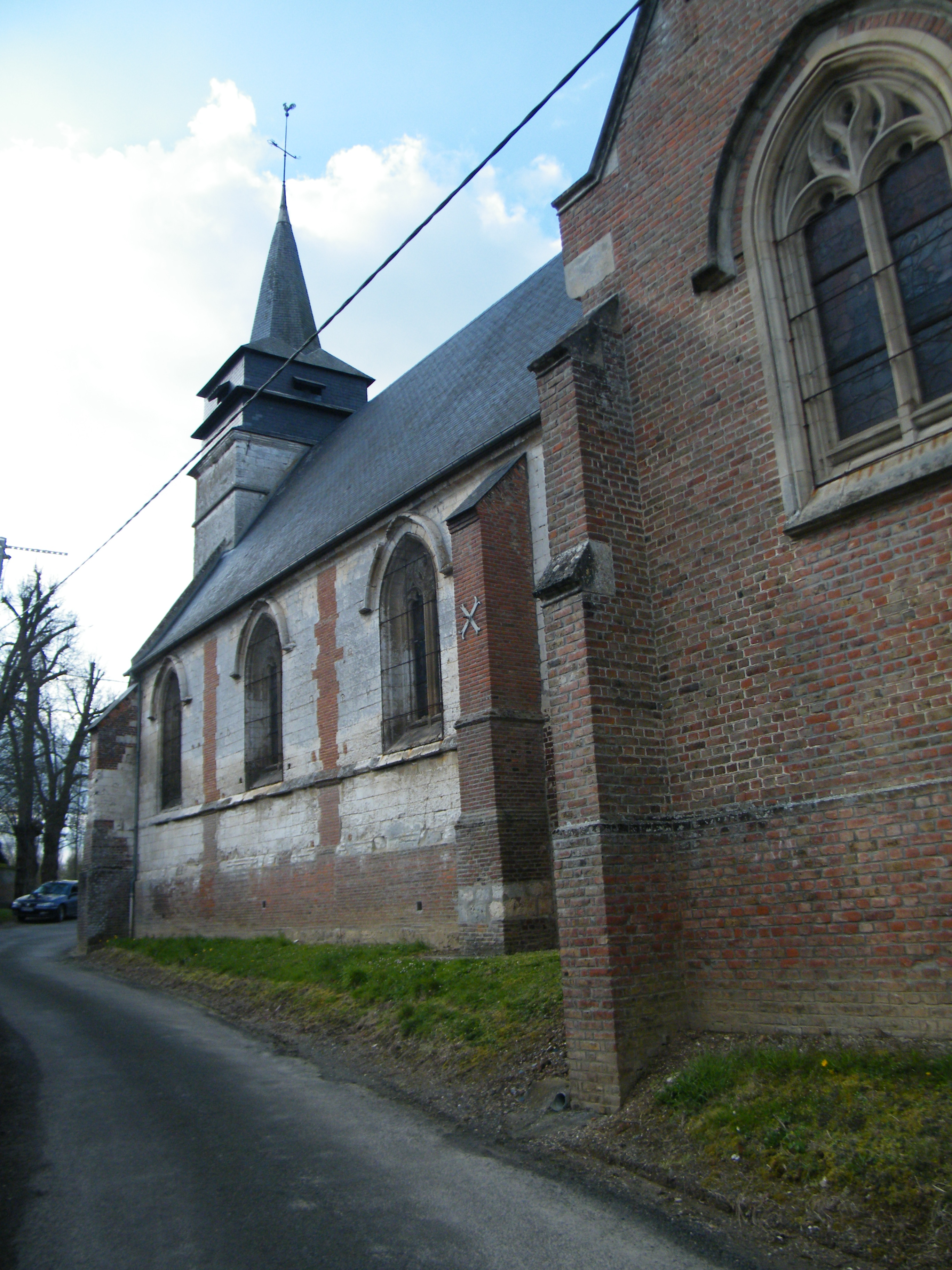

Biencourt forma part del cantó de Gamaches, que al seu torn forma part del districte d'Abbeville. L'alcalde de la ciutat és Régis Caulier (2008-2014).